# Zone Téléchargement
Zone Téléchargement est un site web créé en 2010 qui indexe des liens de téléchargement direct de divers types de fichiers. Le nom de domaine du site officiel est enregistré depuis mars 2010 à Nassau, aux Bahamas. Durant sa première période activité, il est premier dans sa catégorie et le 11e site le plus visité en France au 28 novembre 2016, date à laquelle il est fermé par la gendarmerie nationale française après une saisie des serveurs.
Inaccessible pendant un temps, plusieurs clones voient le jour dans l'objectif de prendre le relais et se déclarent successeurs légitimes, sans possibilité de vérifier leur similarité ou paternité. Certaines copies peuvent contenir des arnaques afin d'attirer les internautes.

## Débuts
Auparavant, le nom de domaine du site « zone-telechargement.com » était enregistré sur une période de cinq ans, de décembre 2004 à décembre 2009, mais n'était pas associé au site web de téléchargement direct renommé. Il était loué par une entreprise britannique qui proposait du téléchargement légal de logiciels gratuits.
Ce n'est qu'en mars 2010 que le nom de domaine a été déposé à Nassau, aux Bahamas, et plus tard la même année qu'il héberge le site web qui deviendra notoire,. À partir de 2013, le site web connaît une croissance exponentielle de sa consultation, alors qu'antérieurement, il gagnait doucement en popularité depuis l'été 2011,. Les premières mentions de Zone Téléchargement dans la presse n'émergent qu'en 2014, et marquent le début de sa montée en notoriété jusqu'à ce que les autorités se saisissent du sujet pour des questions de respect de la propriété intellectuelle.

## Succès fulgurant
Dans un contexte où les offres légales de consultation audiovisuelle abordables étaient limitées ou que très récentes,, Le Figaro rapporte qu'en mai 2015, 10 millions de Français ont fréquenté l'un des quinze principaux sites de piratage, avec 3,5 millions de visiteurs uniques pour Zone Téléchargement seulement.
Selon une étude de l'Association de lutte contre la piraterie audiovisuelle (ALPA) à la même période, les internautes sont à 55 % de sexe masculin ; 70 % des internautes fréquentant le site auraient entre 15 et 49 ans,. Selon l'association, au total, plus de 13 millions d’internautes français se rendent au moins une fois par mois sur un site dédié à la contrefaçon audiovisuelle,. Ce total est porté à environ 14 millions en septembre 2015 après une estimation actualisation estivale. Un chiffre stable sur les deux dernières années à mettre contrairement à l'estimation à la baisse divisée par six sur quatre ans de 4 millions de Français utilisant les réseaux pair-to-pair pour des mêmes fins. Le streaming lui est à cette période en nette hausse.
Entre le 21 et 22 mars 2016, à la suite d'une panne du service web DL-Protect, utilisé afin de protéger les liens de demandes automatiques de suppression pour atteinte au droit d'auteur, les liens de téléchargement sont inaccessibles, ce qui a pour effet de paralyser l'utilisation finale du site pendant quelques heures,. À cette date, il est premier dans sa catégorie et le 11e site le plus visité en France.

## Fonctionnement
Zone Téléchargement offre une sélection de films, de séries, de jeux vidéo, et de musique, mais également de tous types de livres (bandes dessinées, mangas, journaux, magazines), d'émissions TV et de logiciels. Contrairement au pair-à-pair, il n'héberge pas les fichiers lui-même ; il se contente plutôt de diriger les internautes vers des services de stockage externes : une pratique dénommée téléchargement direct.

## Fermetures

### Lutte contre le piratage
Les ayants-droit aspirent rapidement à obtenir globalement un blocage plus rapide de sites comme Zone Téléchargement et à leur exclusion systématique des résultats des moteurs de recherche. Ils défendent le système du « notice and stay down » : un lien signalé une fois ne doit pas réapparaître postérieurement, mais la jurisprudence en la matière leur fait défaut. Le mois dernier, la SCPP, représentant les producteurs de musique, a sollicité de Google et de Microsoft le retrait de Wawa Mania de leurs résultats de recherche, mais cette mesure n'a pas été appliquée.
Une autre approche consiste à priver ces plateformes de leurs revenus en poussant des acteurs comme Visa et Mastercard à ne plus prendre en charge les paiements de ces sites. Ainsi, le Ministère de la Culture français propose en 2015 une charte des bonnes pratiques dans la publicité pour le respect du droit d'auteur visant à mettre en pratique cette dissuasion sans pour autant qu'elle soit contraignante.

### Perquisitions judiciaires et fermeture
Le 28 novembre 2016, deux serveurs sont saisis et trois personnes placées en garde à vue, ce qui interrompt le site pendant moins de 24 h. Le lendemain le site web est à nouveau en ligne, néanmoins, DL-Protect n'étant plus en ligne à cette date, les liens vers les fichiers ne sont pas accessibles. Un jeu de chat et de souris selon de nombreux internautes.
Le site officiel n'est plus accessible depuis. Plusieurs nouveaux sites pouvant contenir des arnaques imitent le site original pour attirer les internautes. Un clone légal est lancé en août 2017, ses contenus, dont les affiches de films, sont parfois hébergés par le Centre national du cinéma et de l'image animée.
Deux semaines après sa fermeture, le site a rouvert sous un nouveau nom de domaine zone-telechargement.ws. Cependant, un groupe d'organisations professionnelles du cinéma et le CNC ont de nouveau demandé la fermeture du site le 15 décembre 2017. Depuis, plusieurs clones voient régulièrement le jour et sont accessibles à partir de nouveaux noms de domaine similaires, tentant de remplacer le site original sans possibilité de vérifier la similarité ou la paternité de ces derniers.

## Remise en contexte et postérité
Selon Le Monde, alors que le nombre de pirates diminue au fil des années  — comptant 16 millions en 2015, 12 millions en 2019, et 8 millions début 2020 — il augmente à plus de 14 millions pendant le premier confinement liée à la pandémie de Covid-19. Les années qui ont suivi la fermeture de Zone Téléchargement et d'autres annuaires ne marquent pas la disparition du P2P : la Haute Autorité pour la diffusion des œuvres et la protection des droits sur internet (Hadopi) continue d'envoyer des avertissements, mais leur nombre diminue régulièrement depuis un pic en 2015. Néanmoins, cette méthode de diffusion s'est largement déplacé, en commençant par le téléchargement direct utilisé par Zone Téléchargement, car plus simple et très populaire jusqu'à la fermeture spectaculaire de Megaupload.
Par ailleurs, depuis 2009, l'offre légale s'est considérablement élargie. Des plateformes telles que Deezer ou Spotify offrent une alternative proche de ce que de nombreux opposants à la Hadopi ont réclamé sous le nom de licence globale, permettant un accès à un vaste catalogue musical moyennant un abonnement relativement abordable. Dans l’audiovisuel, ce sont des acteurs comme Netflix ou OCS qui ont marqué le pas et YouTube a conclu des accords pour visionner légalement les clips de presque tous les artistes du monde avec Vevo.
L'impact précis de cette amélioration de l'offre légale reste difficile à mesurer, tout comme les effets concrets du téléchargement illégal sur les ventes, qui continuent de susciter des débats. Cependant, de nombreux indicateurs suggèrent que la disponibilité d'une offre légale abordable reste la méthode de dissuasion la plus efficace contre le téléchargement illégal. Un exemple de cette approche est celui de certains éditeurs, tels que CD Projekt ayant développé le jeu-vidéo The Witcher et ayant décidé de retirer les protections anti-copie de leurs jeux, estimant que le téléchargement illégal peut également constituer une source significative de nouveaux joueurs.
En 2023, les deux fondateurs toulousains condamnés à 18 mois de prison, dont 12 avec sursis et à une amende de 50 000 euros par le tribunal correctionnel de Toulouse, à la suite d'une enquête de plusieurs années menée par la gendarmerie et le Centre de lutte contre les criminalités numériques. Le manque à gagner est estimé à 75 millions d'euros. Pour les avocats de la défense, la question de culpabilité n'est pas résolue, car « on a condamné le lien, mais pas la banque de données elle-même, alors qu'ils sont étrangers à la banque de données. [...] Ils sont passés pour les inventeurs et initiateurs d’un système de fraude ».
En 2024, Bloomberg rapporte qu'après des années de recul le piratage de séries et de films repart à la hausse. En parallèle, Clubic fait un état des lieux en rappelant que cette hausse pourrait se justifier par un changement récent du paradigme des services de streaming : hausse des prix, multiplications des services et dispersions des catalogues, restrictions des usages.